# Сан Вито сул Чезано (Пезаро и Урбино)
Сан Вито сул Чезано је насеље у Италији у округу Пезаро и Урбино, региону Марке.
Према процени из 2011. у насељу је живело 80 становника. Насеље се налази на надморској висини од 347 м.